# 神田隆久
神田 隆久（こうだ たかひさ）は、戦国時代から安土桃山時代にかけての武将。周防国玖珂郡山代の領主の一人。大内氏、毛利氏の家臣。

## 生涯
周防国玖珂郡山代の領主の一つである神田氏に生まれ、大内義隆に仕える。
天文23年（1554年）、反陶氏の姿勢を明確にした毛利元就を討つため、宮川房長が山代の兵を率いて安芸国へ出陣したが、隆久は同じく山代の領主であった松原祐次と共に元就に誼を通じ、同年6月1日には山代の内の8ヶ所の所領の安堵と望みの給地を与えることを約束される。以後、隆久は毛利氏に仕えた。
天正5年（1577年）、毛利輝元の側近である松山惣四郎（後の三浦元忠）を養子として家督を譲った。しかし、天正15年（1587年）に元忠が仁保元棟（後の繁沢元氏）の娘婿となって仁保氏（三浦氏）の名跡を継ぐと、元忠の代わりに弟の隆継が家督を相続した。